# Baigts-de-Béarn
Baigts-de-Béarn es una comuna francesa de la región de Aquitania en el departamento de Pirineos Atlánticos.
El topónimo Baigts fue mencionado por primera vez en el siglo XIII con el nombre de Baigs. Baigts significa valle en el idioma gascón.

## Demografía
| 633 | 621 | 677 | 744 | 777 | 739 | 795 |
| Para los censos de 1962 a 1999 la población legal corresponde a la población sin duplicidades (Fuente: INSEE [Consultar]) |     |     |     |     |     |     |